# Корчной Віктор Львович
Ві́ктор Льво́вич Корчно́й (23 березня 1931, Ленінград, РРФСР — 6 червня 2016, Волен, Швейцарія) — радянський, згодом — швейцарський шахіст, гросмейстер (1956), претендент на звання чемпіона світу від початку 60-х років XX століття, учасник матчів на першість світу з шахів 1978 і 1981 років (єдиний з учасників таких матчів між 1954 і 1990 роком, хто ніколи не був чемпіоном світу). До своєї смерті залишався найстарішим активним гросмейстером у світі.

## Біографія

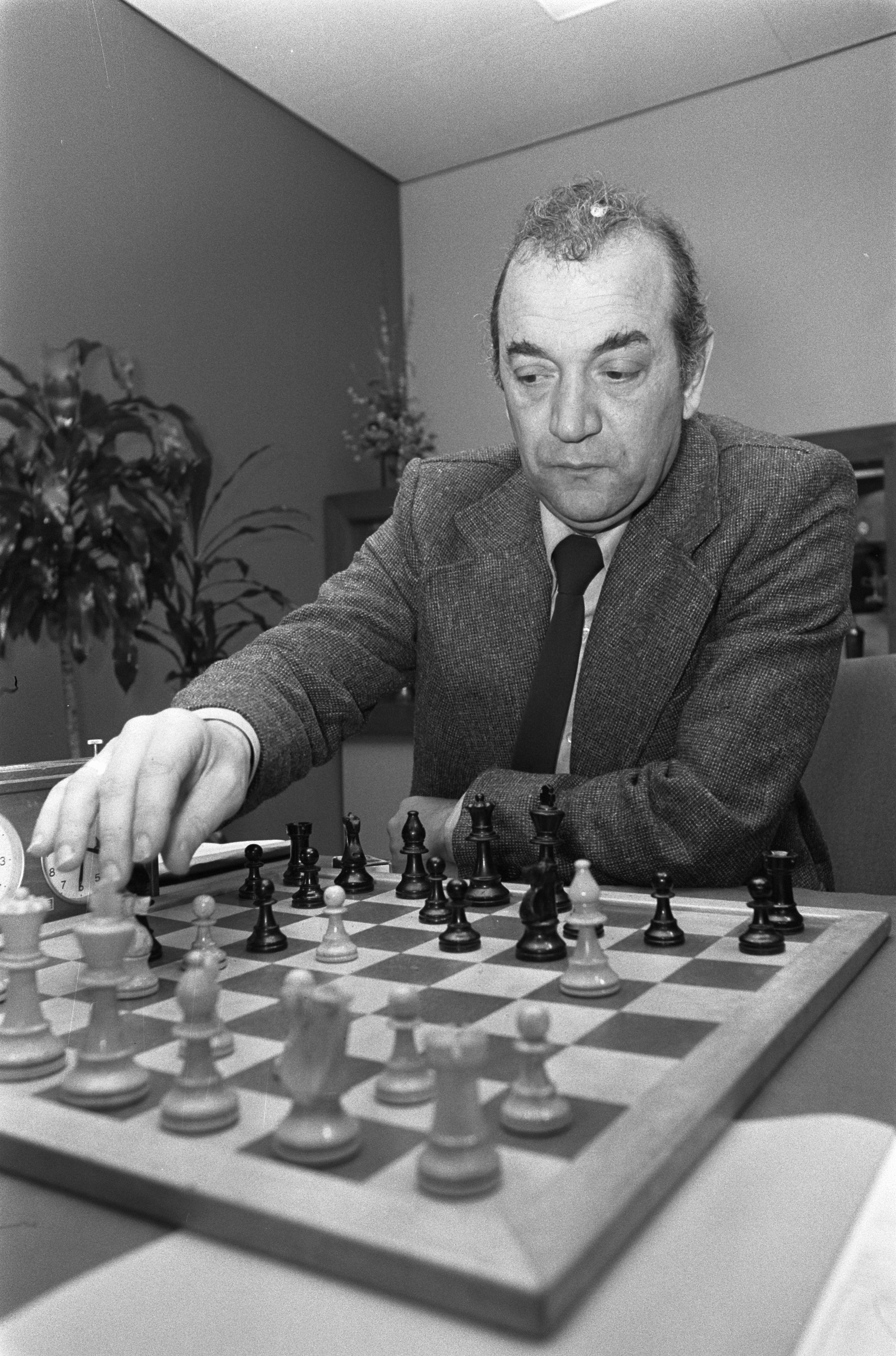
Світлина 1976 року

Народився в Ленінграді в польсько-єврейській родині (до початку німецько-радянської війни вільно розмовляв польською). Батько — уродженець Мелітополя, матір — Борисполя. Батьки Віктора розійшлися незабаром після його народження, і він залишився жити з батьком. У підлітковому віці пережив блокаду. Після загибелі батька на фронті його вихованням займалася мачуха. Якимись видатними даруваннями в дитинстві не відрізнявся, але виділявся завзятістю і наполегливістю, завдяки яким домагався успіху.
Після закінчення школи вступив на історичний факультет Ленінградського університету, навчання на якому успішно завершив. У 1944 році, у віці 13 років, почав займатися в гуртках Палацу піонерів — літературному, музичному та шаховому. У літературному виявився непридатний для виступів через дефект мови, в музичному — не зміг займатися через відсутність особистого фортепіано для занять. Тим не менш любов до віршів і музики зберіг дотепер. У шаховому гуртку проявив себе здібним і швидко зростаючим гравцем: вже в 1947 році став чемпіоном СРСР серед школярів. У 1956 році (в 25 років) отримав звання гросмейстера, в 1960 році вперше виграв першість СРСР.
З дитинства відрізнявся прямотою суджень, загостреним почуттям справедливості. У юності відмовився займатися у гросмейстера А. Толуша, одного з найсильніших гравців СРСР, вважаючи це зрадою свого першого тренера, кандидата у майстри В. Зака. Пізніше, вигравши чемпіонат СРСР, отримав запрошення від обох команд, які займалися підготовкою до матчу-реваншу на першість світу між М. Талем і М. Ботвинником в 1961 році, але відкинув обидві пропозиції, вважаючи неетичним настільки близько знайомитися з підготовкою своїх майбутніх потенційних суперників.
Є чотириразовим чемпіоном СРСР з шахів (1960, 1962, 1964, 1970), дворазовим переможцем міжзональних турнірів (1973, 1987) і матчів претендентів (1977, 1980) і п'ятикратним чемпіоном Європи. Він двічі (1978, 1981) брав участь у фінальних матчах за звання чемпіона світу з шахів (з Анатолієм Карповим), а також у фінальному матчі претендентів 1974 (з ним же). У складі радянської збірної Корчной ставав переможцем Шахової олімпіади шість разів.
Заслужений майстер спорту СРСР (1960; знято в 1976).
Переможець близько ста міжнародних турнірів.
Відмовився повертатися в СРСР з турніру в Амстердамі (літо 1976), оселився у Швейцарії і отримав (в 1994 році) швейцарське громадянство, виступає на міжнародних змаганнях за цю країну. У складі збірної Швейцарії десять разів брав участь в Шаховій олімпіаді. Найвище досягнення швейцарської команди за участю Корчного — 6-е місце.
Корчной був найстарішим граючим гросмейстером у світі. Багато хто вважав Корчного найсильнішим гравцем, який так і не став чемпіоном світу (інші кандидатури — Юхим Боголюбов та Пауль Керес).
Помер 6 червня 2016 року у Волені (Швейцарія) після тривалої хвороби. До самої смерті гросмейстер брав участь у шахових змаганнях.

## Еміграція та її наслідки
За свідченням самого Корчного, вже 1966 року на турнірі в Німеччині йому запропонували не повертатися в СРСР, але тоді він відхилив цю пропозицію, про що згодом шкодував: «утратив 11 років людського життя». Нелагідність вкупі зі спортивними успіхами робила фігуру Корчного незручною для радянського спортивного керівництва, але до 1974 року він продовжував успішно виступати.
У 1974 році після програшу претендентського матчу Анатолію Карпову Корчной дав інтерв'ю, в якому допустив негативні висловлювання на адресу переможця, а головне — дав зрозуміти, що його програш був результатом тиску «зверху». Реакція керівництва Спорткомітету, що знаходився повністю на стороні Карпова, була вкрай різкою. Було опубліковано колективний лист гросмейстерів, що засуджували Корчного, йому зменшили розмір стипендії і заборонили виїжджати з СРСР. Через рік завдяки сприянню того ж Карпова Корчной знову став виїзним.
Після цього, як тільки у гросмейстера з'явилася така можливість, — в 1976 році під час шахового турніру IBM в Амстердамі він, отримавши від Макса Ейве гарантії, що його шахові звання і можливість виступати залишаться в недоторканності, відмовився повертатися в СРСР, попросивши політичного притулку в Нідерландах. Сам Корчной казав, що основною причиною такого рішення було бажання продовжувати грати в шахи і боротися за титул чемпіона світу, в той час як Шахова федерація СРСР віддала перевагу ставці на молодших гросмейстерів, і можливості Корчного брати участь у міжнародних змаганнях високого рангу ставали все менші.
У Нідерландах Корчному відмовили в політичному притулку, давши тільки вид на проживання. Деякий час він жив там, потім його запрошували в США, але він відмовився і, нарешті, оселився в Швейцарії, де отримав політичний притулок, а пізніше — громадянство. За Швейцарію Корчной виступає на міжнародних змаганнях. У 1978 році Корчной був позбавлений радянського громадянства.
Після втечі Корчного в Радянському Союзі піддався репресіям його син Ігор — його виключили з інституту і спробували призвати в армію. Не бажаючи служити, Ігор протягом року переховувався, після чого здався владі, був заарештований і засуджений на два з половиною роки ув'язнення за ухилення від призову. Хоча саме по собі засудження було формально законним, обставлено воно було як явне зведення рахунків. Вийшло навіть спеціальне повідомлення ТАСС:«Відбувся суд над сином відомого своєю скандальною поведінкою гросмейстера Корчного». Спроби гросмейстера домогтися звільнення сина і дозволу на виїзд родині за допомогою листів Л. І. Брежнєву або звернень до «інтелігенції СРСР» ні до чого не призвели. Дружині Корчного Ізабеллі та синові було відмовлено у виїзді з СРСР (вони подали заяву на виїзд до Ізраїлю). Лише через шість років сім'я змогла виїхати.
Робилися спроби домогтися довічної дискваліфікації Корчного, бойкотувати його. Ім'я Корчного намагалися не згадувати в радянських ЗМІ, під час матчів на першість світу з Карповим його іменували «Претендент», що перетворило це слово в своєрідну лайку. Офіційного бойкоту Корчному ніхто не оголошував, але в деяких випадках радянські шахісти демонстративно відмовлялися від участі в міжнародних турнірах, якщо в них грав Корчной, ставлячи організаторів перед вибором: або не дозволяти Корчному виступати, або радянська делегація бойкотує турнір. При цьому представники радянських спортивних організацій заявляли:«Ніякого бойкоту немає, просто наші шахісти не хочуть зустрічатися з Корчним і цілком самостійно відмовляються їздити на турніри, де він виступає». До честі західних організаторів, не всі піддавалися на шантаж, і Корчной мав можливість грати, а значить, заробляти собі на життя, однак, за підрахунками журналістів, через бойкот гросмейстер утратив можливість участі в декількох десятках турнірів. Іноді страждали і сторонні. За твердженням Корчного, його друг, англійський гросмейстер Майкл Стін, за дружбу з гросмейстером-неповерненцем піддався переслідуванню у себе на батьківщині, і після того, як йому не дозволили брати участь у чемпіонаті Лондона, покинув шахи.
Коли після втечі з СРСР Корчной продовжив успішно виступати і посідати високі місця в турнірах, його ім'я стало часто згадуватися в середовищі антирадянськи налаштованих емігрантів. Але сам Корчной себе дисидентом ніколи не називав. У книгах та інтерв'ю він підкреслював, що єдиною причиною еміграції для нього було бажання продовжити професійну кар'єру як шахіста, а єдиною причиною виступів проти СРСР, у тому числі досить різких, — тиск з радянської сторони.
|                 | Мільйони вважають мене дисидентом, людиною, яка боролася за те, щоб Радянський Союз розпався. Але це не так. Я просто хотів грати в шахи. І втік з Союзу, тому що моїй кар'єрі загрожувала небезпека. Не я перший почав, це радянська влада втягнула мене у війну. Можна вважати так: борючись проти СРСР, я боровся за себе. |
| — В. Л. Корчной | |

У 1990 році разом з іншими дисидентами, оголошеними у свій час ворогами Радянського Союзу (у списку мав № 18), Корчной був реабілітований, відновлений в громадянстві. Йому пропонували повернутися, але він категорично відмовився, хоча після 1990 року постійно буває в Росії на шахових турнірах.
У своїх книгах Корчной розповідає про цькування, розгорнуте Радянським Союзом проти нього після першого матчу за шахову корону з Анатолієм Карповим. Вкрай різкий у судженнях, не терпить брехні і фальші, наводить багато прикладів «нечистоплотної» поведінки великих шахістів, з якими йому доводилося мати справу («Записки лиходія»). Висловлює образу на багатьох радянських шахістів, але особливо негативно говорить про Анатолія Карпова. Стверджував в інтерв'ю, що лист 1974 року з осудом інспірований Тиграном Петросяном. Декому з тих, до кого ставиться переважно спокійно, дорікає в співучасті у непристойній діяльності Шахової федерації СРСР і Карпова. Так, Корчной казав: «Я, природно, союзник Каспарова в його протистоянні Карпову. Але разом з тим, коли Каспаров братався з Кампоманесом заради досягнення своїх цілей, мені ставало нудно…».
Під час розколу світового шахового руху Корчной виступив на підтримку ФІДЕ, очолюваної Кірсаном Ілюмжиновим, і тих нововведень, проти яких висловлювалися ініціатори створення ПША.

## Творчий портрет
Для Корчного характерний дуже ретельний, копіткий аналіз позиції, результатом якого нерідко є принципово нові продовження у відомих варіантах або ж «реабілітація» варіантів, визнаних теорією сумнівними або зовсім поганими. При цьому нове продовження не обмежується технічним аналізом декількох ходів, але створює нову концепцію гри для даного типу партій.
З кінця 50-х — початку 60-х років за Корчним закріпилася репутація «захисника», контратакуючого шахіста, який свідомо готовий віддати противнику ініціативу за матеріал (наприклад, пішака), відбити атаку і реалізувати матеріальну перевагу. Проте таке уявлення було не більше ніж журналістським стереотипом — Корчной був і залишається активним, найвищою мірою ініціативним шахістом — у тому числі наполегливо і винахідливо граючим у захисті.
Хоча ім'я Корчного не зустрічається в теорії дебютів, його ідеї та розробки увійшли в сучасні варіанти великого числа початків. Визнано теорією і увійшли в практику сучасних шахів трактування Корчним варіантів французького захисту, в яких наявність ізольованого пішака окупається багатою фігурною грою, системи Тартаковера — Бондаревського — Макогонова в ферзевому гамбіті, відкритого варіанту іспанської партії, ряд продовжень в новоіндійському захисті та інші. Корчной обґрунтував парадоксальний випад конем на четвертому ході чорними в англійському початку, проаналізував і почав застосовувати варіант захисту Грюнфельда, який зараз вважається основним у цьому дебюті. Досліджував багато варіантів староіндійського захисту і є одним з найуспішніших гравців білими в староіндійському захисті.
У турнірній боротьбі для Корчного характерна гранична концентрація на грі, як під час партії, так і в перервах. В інтерв'ю самого гросмейстера і його знайомих розповідалися історії про те, як за дошкою Корчной буквально забував усе на світі.

## Зміни рейтингу
| На цьому місці має відображатися графік чи діаграма, однак з технічних причин його відображення наразі вимкнено. Будь ласка, не видаляйте код, який викликає це повідомлення. Розробники вже працюють для того, щоби відновити штатне функціонування цього графіка або діаграми. | |
| | На цьому місці має відображатися графік чи діаграма, однак з технічних причин його відображення наразі вимкнено. Будь ласка, не видаляйте код, який викликає це повідомлення. Розробники вже працюють для того, щоби відновити штатне функціонування цього графіка або діаграми. |

## Книги, інтерв'ю
- Антишахматы: Записки злодея. Возвращение невозвращенца. — М., 1992. — ISBN 5-89959-001-7.
- Избранные партии. — СПб., 1996. — ISBN 5-87395-005-1.
- КГБ играет в шахматы, післямова Віктор Корчной.
- Левит А. Виктор Корчной: «Чтобы мою семью выпустили из СССР…» // Факты. — 2016. — № 111 (4570) (22 июня). — С. 12, 15.
- Мои 55 побед белыми. — М., 2004. («Великие шахматисты мира»). — ISBN 5-94693-031-1.
- Мои 55 побед черными. — М., 2004. («Великие шахматисты мира»). — ISBN 5-94693-032-X.
- Шахматы без пощады: Секретные материалы политбюро, КГБ, спорткомитета. — М., 2006. — ISBN 5-17-033432-X. ISBN 5-271-12663-3. ISBN 5-9578-2866-1.
- Легендарный гросмейстер Виктор Корчной: «Я оказался не очень, как считали в КГБ, послушным, а Карпов был на редкость покладист…» // Бульвар Гордона. — 2016. — № 24 (580) (июнь). — 1, 8—11.